# (7391) Strouhal
(7391) Strouhal est un astéroïde de la ceinture principale nommé en l'honneur du physicien Vincenc Strouhal.

## Description
(7391) Strouhal est un astéroïde de la ceinture principale. Il fut découvert le 8 novembre 1983 à l'observatoire Kleť par Antonín Mrkos. Il présente une orbite caractérisée par un demi-grand axe de 2,63 UA, une excentricité de 0,22 et une inclinaison de 5,0° par rapport à l'écliptique.

## Compléments